# Villers-en-Prayères
 Villers-en-Prayères  là một xã ở tỉnh Allier, vùng Hauts-de-France thuộc miền bắc nước Pháp.